# Картавик, Пётр
Пётр Картавик (пол. Piotr Kartawik, 25 июня 1918; Солы — 16 февраля 1969) — полковник Войска Польского, кинолог, воссоздатель породы собак польский огар — польской национальной породы гончих собак.

## Биография

### Детство и юность
Пётр Картавик родился 25 июня 1918 года в селе Солы Ошмянского уезда. Предки Петра были выходцами из окрестностей Витебска. Дед Щепан Картавик был лесником в близлежащих лесах. Сын Щепана, Александр, также работал лесником в России, в Латвии, недалеко от Риги, и, наконец, вернулся в Сморгонский лес и поселился в своей родной деревне Перевесье (пол. Przewiesie). Родители Петра, Александр и Мария, имели пятерых детей: Зеноида (пол. Zenoidę), которая умерла в возрасте 17 лет, Катажина (пол. Katarzyna), Пётр, Яна и Чена (пол. Żenię).
Во время Первой мировой войны более двух с половиной лет в пятистах метрах от родительского дома Петра проходила линия фронта между русскими и немецкими войсками (с 1915 до конца декабря 1918 года Ошмянский уезд был оккупирован немецкими войсками). По этой причине семья переехала подальше от линии фронта вглубь оккупированной территории. Первоначально она вернулась сначала в деревню Трокели (пол. Trokieli), а в августе 1918 года — в Перевесье. Поэтому, кроме белорусского языка, дети также говорили на немецком и польском языках.
Начальную школу Пётр окончил в Сморгони. В детстве он очень любил общаться с животными. Семья занималась разведением лошадей, которых затем продавали польской армии. Второй семейной страстью было разведение собак для охоты. В межвоенный период Пётр Картавик и сам занимался разведением собак.
2 января 1935 года он поступил на работу в Коммунальную канцелярию в Сморгони в качестве налогового служащего. Там он проработал до 17 сентября 1939 года, то есть до того дня, когда Красная армия заняла территорию Западной Белоруссии.

### Вторая мировая война
30 сентября 1940 года Пётр Картавик был призван в ряды Красной Армии и направлен на сержантский курс в Казань. После начала Великой Отечественной войны 22 июня 1941 года его отправили на фронт. Принимал активное участие в боях под Белостоком, Гродно и под Смоленском в качестве командира разведывательной батареи. В начале декабря 1941 года его часть была окружена немецкой бронетанковой частью. Командир дивизии полковник Свиридов отдал приказ прорываться небольшими группами через кольцо окружения и организовать партизанские отряды в тылу.
12 декабря Петр прибыл под Минск, где попал в плен к немцам. Он жил в шталаге, который представлял собой огороженное открытое поле, без казарм и других построек. Зная, что, что в этих условиях не переживет зиму, Пётр организовал побег. Из десяти беглецов только ему и его другу удалось сбежать и добраться до Пржевиса. Навыки, полученные во время охоты, пригодились в лесу. В гражданской одежде он провёл зиму, скрывшись в доме своей старшей сестры Катажины в небольшой деревне Нарата.
Картавик стал связным между советским партизанским отрядом, действовавшим в районе Минска-Молодечно, и партизанским отрядом Армии Крайовой под названием «Nietoperz», который формировался в Вильнюсском районе. В отместку дом сестры Катажины в Нараты, где скрывался Пётр, был сожжён, и она чудом избежала смерти. Младшего брата Яна арестовали и депортировали на работу в Германию. 13 сентября 1944 года Пётр сам навсегда перешёл в отряд «Nietoperz». Был заместителем командира разведывательного взвода. Его подразделение, действовавшее в Вильнюсском районе, уничтожало более мелкие немецкие посты. Участвовал в восстании в Вильнюсе, а затем в его освобождении.
7 августа 1944 года остался в польской армии. После обучения в августе 1944 — марте 1945 года в Офицерской пехотной школе вновь ушёл на фронт. Как командир разведывательного взвода 4-го пехотного полка 2-й Польской дивизии при форсировании реки Одр в апреле 1945 года перед атакой захватил в плен двух пленных, что позволило распознать позицию противника. С 15 марта 1945 года он отправился со 2-й дивизией на боевой путь к Берлину.

#### Награды
- Орден Virtuti Militari[2]
- Серебряная медаль «Заслуженным на поле Славы»
- Крест Храбрых
- Партизанский крест
- медали — «За Варшаву», «За участие в боях за Берлин»

### Послевоенные годы
После войны Картавик остался в армии.
7 октября 1947 года Пётр женился на Отыле Реймузе (пол. Otylią Rejmuza). После свадьбы они жили в Кельце, где Пётр служил командиром батальона. В том же году родилась и дочь Алисия. Вторая дочь Марилу родилась в 1949 году. После смерти их старшей дочери они переехали в Кросно-Оджаньске, где Картавик служил в местном военном гарнизоне в звании капитана. Со 2 ноября 1949 по 7 июня 1950 года он являлся слушателем Высшей школы пехоты. В 1951 году родилась дочь Анна, а в 1953 году — Эльжбета. В 1959 году семья переехала во Вроцлав.

### Воссоздание породы польский огар
Работая в штабе Силезского военного округа, майор Пётр Картавик он также являлся председателем комитета по разведению и обучению охотничьих собак Нижнесилезского охотничьего совета и был членом такого комитета при Высшем охотничьем совете. Он организовал первые испытания и соревнования для охотничьих собак во Вроцлавском воеводстве.
В 1959 году Картавик привёз из Белоруссии трёх собак — кобеля Бужана и сук Зорька и Чита, чьи потомки стали представителями восстановленной породы польский огар. В 1964 году его преемник Иржи Дулевски стандартизировал породу и представил в FCI для признания. Порода в 1966 году была признана Международной кинологической федерацией (стандарт FCI № 52).

## О состязаниях
В настоящее время в состязаниях имени полковника Петра Картавика принимают участие собаки охотничьих пород III, IV, V, VI, VII и частично VIII групп. Оценивается послушание собаки, отношение её к выстрелу, способность в течение 15 минут найти и остановить кабана, отдавая при этом голос. Оценивается: чутьё, манера поиска (ширина, глубина и скорость поиска), смелость и злобность при атаке кабана, голос (сила и его доносчивость, верность и частота отдачи), вязкость, мастерство атаки, ловкость гончей при атаке её кабаном.
Для состязаний необходим вольер не менее 2 гектаров, с редким лесом имеющим трудно проходимые участки.
Собаки, не приступившие к поиску зверя в течение 15 минут, дисквалифицируются.
Так же собаки этих групп, в том числе пород польский огар и польская гончая, испытываются по кровяному следу.
В состязаниях этих пород собак в группе (пара и свора) обязательным требование при проведении состязаний является наличие вольера площадью 5 га, с редким лесным массивом, имеющим болотистые и труднопроходимые участки.